# Базални ганглии
Базални ганглии, наричани също подкорови ядра (защото се намират под кората на главния мозък). Базалните ганглии участват в регулацията на редица моторни и психични процеси. Активността им се модулира от невроните в субстанция нигра (характерно пигменгирана структура в средния мозък) чрез катехоламина допамин.

## Морфология
Базалните ганглии се състоят от следните структури:
- Globus pallidus, дели се на:
  - Globus pallidus internus
  - Globus pallidus externus
- Corpus striatum, дели се на:
  - Putamen
  - Nucleus caudatus

В зависимост от номенклатурата към базалните ганглии се причисляват и:
- Nucleus subthalamicus
- Substantia nigra

## Патология
Нарушенията във функцията на базалните ганглии са характерни за редица неврологични и психични заболявания, сред които: натрапчиви състояния, мисли, действия; наркомания; хазартна зависимост; Болест на Паркинсон; Хорея на Хънтингтън.